# Romería de Santa Cruz
La romería de Santa Cruz se celebra en Valderas (España) el día 3 de mayo. Tiene su origen en el siglo XV, cuando se instituyó la Cofradía de la Santa Cruz. La finalidad de esta fiesta es hacer un cambio de imágenes: de la parroquia sale en procesión la imagen del Rosario que pasa todo el día junto a la imagen de la Pastorcica en el interior de la ermita del Otero. Al anochecer sale otra procesión llevando a la Pastorcica hasta depositarla en la parroquia, en el lugar donde estaba la del Rosario. El traslado antes se hacía sobre una carroza adornada con ramas y flores, actualmente la carroza ha sido sustituida por un tractor. Encabeza la comitiva una cruz procesional que sale por el arco de Santiago, acompañada de todo el pueblo. Antiguamente era costumbre vestir a los niños de pastores y algunas personas actualmente llevan una túnica blanca y una cruz en la mano en recuerdo de los antiguos cofrades.
Cuando la procesión llega a la ermita todo se celebra una misa que presiden las dos imágenes. A continuación tiene lugar una gran comida campestre. Al anochecer se organiza de nuevo otra procesión de regreso, por la cañada de la Zamorana y al llegar a la altura de los cinco palomares se hace una tradicional parada para entonar una Salve popular, en recuerdo de la que se hacía antiguamente en la ermita de Santiago. Finalmente se llega a la plaza Mayor y se deposita a la Pastorcica en la parroquia. Allí permanecerá hasta la tarde del lunes de Pentecostés en que se harán los cambios pertinentes para que ambas imágenes queden instaladas en su propia iglesia.
- Datos: Q6111482